# Переливка вина
Переливка вина — этим приёмом в погребном хозяйстве преследуется улучшение качества вина и его прочности, для чего требуется отделение вина от гущи и приведение его в соприкосновение с воздухом. Гуща, скапливающаяся на дне бочки или чана, состоит из дрожжевых клеток, винного камня, экстрактивных и других веществ, при благоприятных условиях легко разлагающихся и портящих вино или делающих его, во всяком случае, весьма склонным ко всякого рода заболеваниям. От действия кислорода воздуха белковые и отчасти экстрактивные вещества становятся нерастворимыми, а красящие и дубильные, окисляясь, обусловливают окрашивание белых вин в более темный цвет, красных же — в бурый. Чем вино грубее и моложе, тем дольше может оно быть предоставлено действию воздуха, и чем оно нежнее и старее, тем меньше нужно влияние воздуха..
Молодое вино лучше спустить сначала в ушат или кадь и отсюда уже перелить в чистую бочку; последняя хотя и может быть предварительно окурена серой, но лишь слабо, иначе правильное брожение вина будет затруднено. Достаточно полного смешения вина с воздухом можно достигнуть, выпуская молодое вино через кран, притом тонкой струей. При переливке вина пользуются деревянными ведрами и кадками. С успехом может быть употреблен при небольших количествах вина жестяной сифон или так называемая перекатная труба; в значительных хозяйствах и промышленных погребах применяются при переливке вина различных систем насосы (помпы) и толстые трубы из хорошо вулканизированного каучука.
Переливку вина следует производить, когда муть в нем осела и когда стоит ясная, сухая и несколько прохладная погода. Молодое вино необходимо перелить в первый год три раза: в декабре—январе, марте—апреле и августе—сентябре; во второй год — три же или два раза: в марте—апреле и августе—сентябре; в третий год — два раза. Более старые вина достаточно перелить один раз; вообще же, переливку следует продолжать до тех пор, пока перелитое вино не перестанет мутнеть, то есть когда белковые и азотистые вещества, в нем заключающиеся, будут всецело осаждены и удалены. Когда результат этот достигнут, вино проклеивают (очищают) яичным белком, рыбьим клеем и пр. и разливают в бутылки.